# Lindet Skov, Hønning Mose og Plantage, Lovdrup Skov og Skrøp
Lindet Skov, Hønning Mose og Plantage, Lovdrup Skov og Skrøp este o arie protejată (arie de protecție specială avifaunistică — SPA) din Danemarca întinsă pe o suprafață de 2.326 ha, integral pe uscat.

## Localizare
Centrul sitului Lindet Skov, Hønning Mose og Plantage, Lovdrup Skov og Skrøp este situat la coordonatele 55°09′37″N 8°55′35″E / 55.160278°N 8.926389°E.

## Înființare
Situl Lindet Skov, Hønning Mose og Plantage, Lovdrup Skov og Skrøp a fost declarat arie de protecție specială avifaunistică în mai 1983 pentru a proteja 9 specii de animale.

## Biodiversitate
Situată în ecoregiunea atlantică, aria protejată nu include niciun habitat protejat.
La baza desemnării sitului se află mai multe specii protejate de  păsări (9): buha (Bubo bubo), caprimulg (Caprimulgus europaeus), ciocănitoare neagră (Dryocopus martius), cocor (Grus grus), sfrâncioc roșiatic (Lanius collurio), ciocârlie de pădure (Lullula arborea), gaia roșie (Milvus milvus), viespar (Pernis apivorus), fluierar de mlaștină (Tringa glareola).